# Tube de Sutton

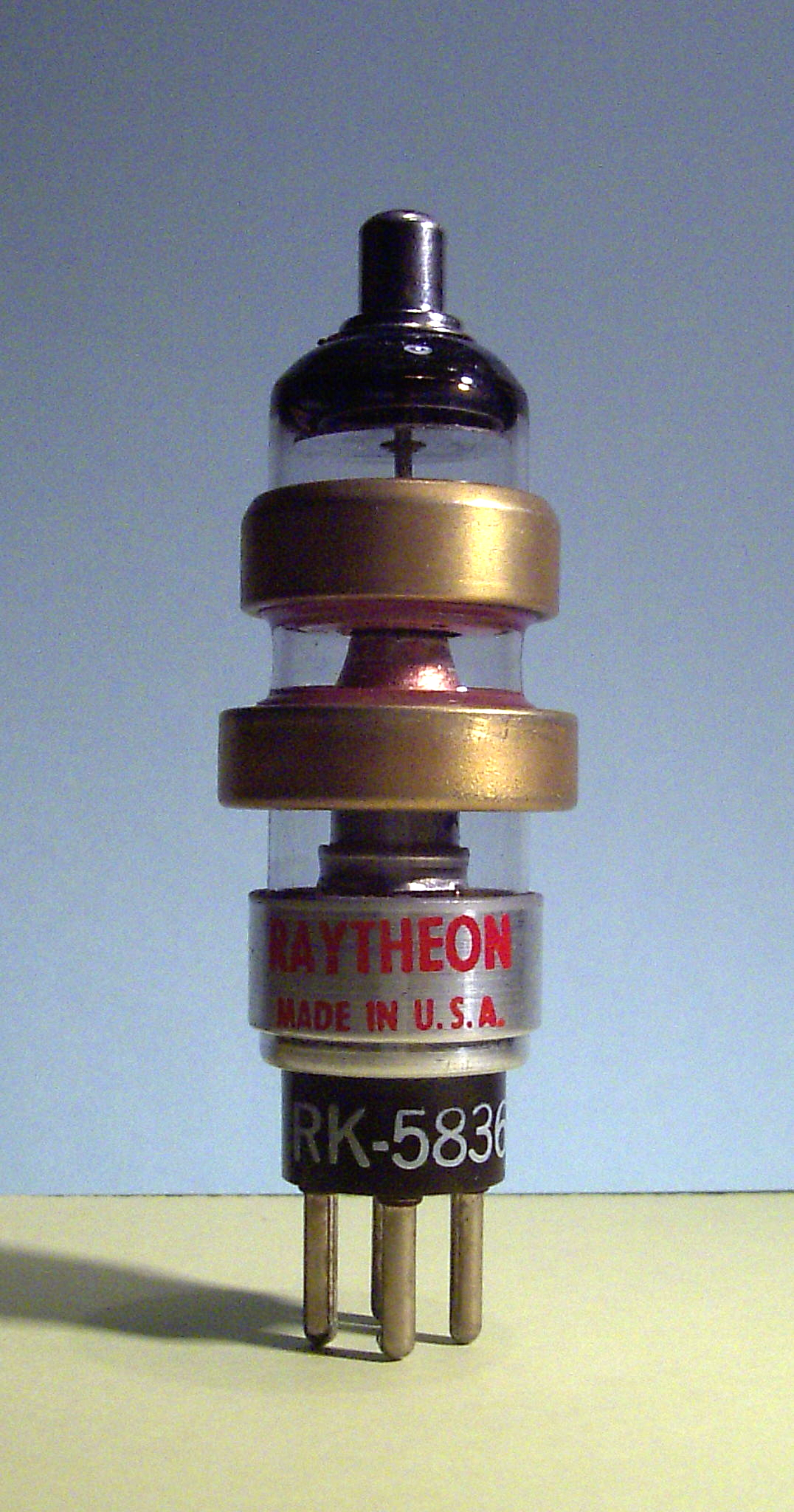
Le 5836, un klystron reflex typique utilisé comme source de micro-ondes de faible puissance. Notez la borne sur le dessus du tube, utilisée pour alimenter le répulseur.

Le tube de Sutton est le nom donné au premier klystron reflex, développé en 1940 par Robert W. Sutton du groupe Signal School à l'université de Bristol. Le tube de Sutton a été développé comme oscillateur local pour le récepteur des radars micro-ondes de 10 cm (soit 3 GHz). En raison de sa géométrie et de son long intervalle de dérive, il souffrait de sauts de mode dans la plage d'accord. Pour cette raison, à partir de la fin 1941, il a été remplacé dans de nombreux postes par le Western Electric 707A (également connu sous le nom de tube McNally, nommé par son développeur). 

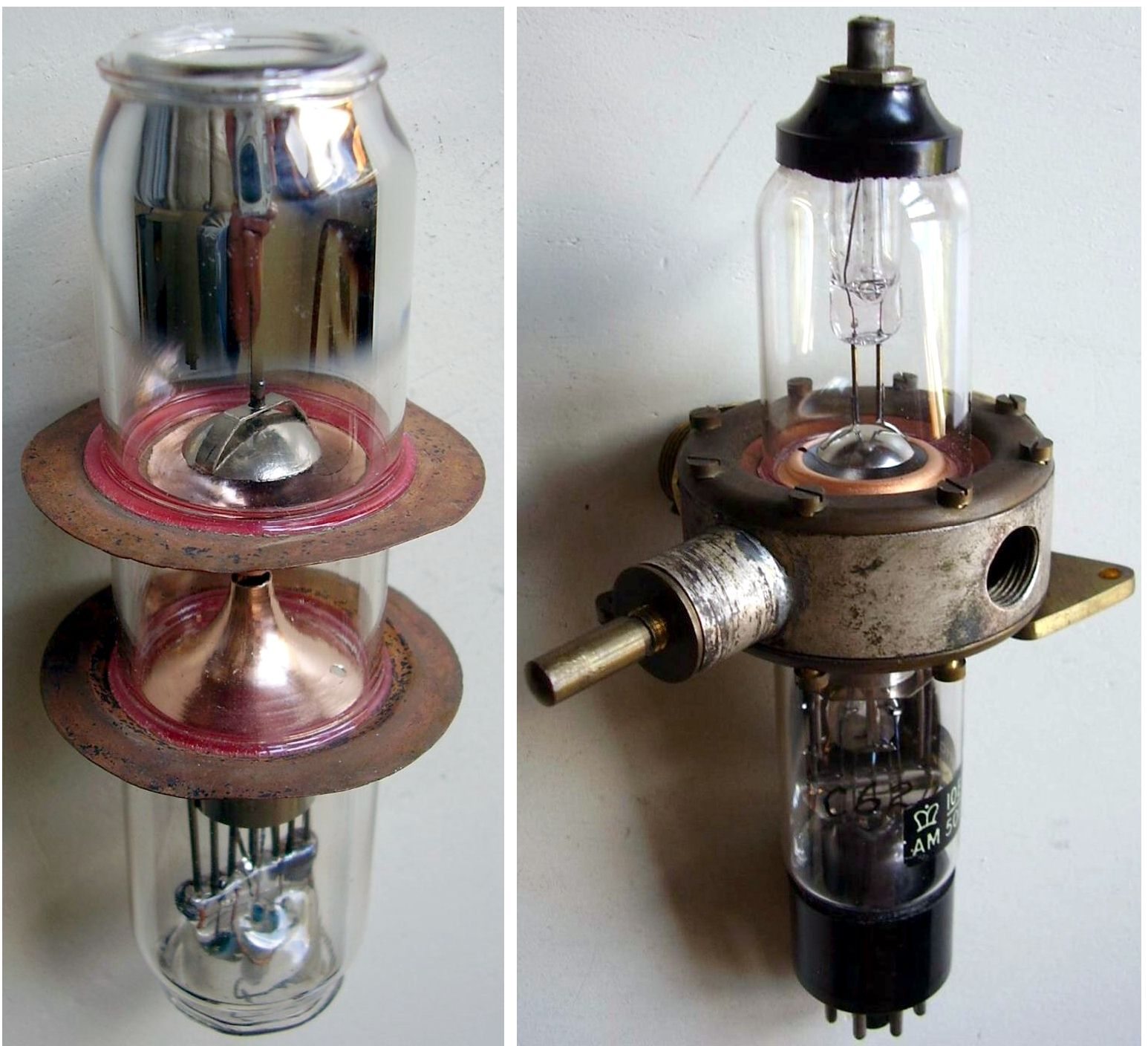
Voici les photos d'un tube Sutton sans embase utilisé dans le développement du syntoniseur externe et d'un Air Ministry 10E7501 complet avec le syntoniseur.

Le klystron reflex est un type de tube à vide utilisé pour générer des signaux micro-ondes. Il s'agit d'un dispositif de faible puissance utilisé principalement à deux fins : l'une est de fournir une source de fréquence accordable de faible puissance pour les oscillateurs locaux dans les circuits de réception, et l'autre, avec des modifications mineures, comme un interrupteur qui pourrait allumer et éteindre une autre source de micro-ondes. La seconde utilisation, parfois connue sous le nom de tube de Sutton doux ou interrupteur rhumbatron, était un composant clé dans le développement du radar micro-ondes par le Bretagne pendant la Seconde Guerre mondiale. Les commutateurs hyperfréquences de toutes conceptions, y compris ceux-ci, sont plus généralement connus sous le nom de "tubes T/R" ou "cellules T/R".
Le tube Sutton doit son nom à l'un de ses inventeurs, Robert Sutton, un expert en conception de tubes à vide. Les modèles originaux de klystron avaient été développés à la fin des années 1930 aux États-Unis, et il a été demandé à Sutton de développer une version accordable. Il a développé les premiers modèles à la fin de l'année 1940, alors qu'il travaillait à l'Admiralty Signals and Radar Establishment (en). Les tubes Sutton ont été largement utilisés sous diverses formes pendant la Seconde Guerre mondiale et jusque dans les années 1960. Leur rôle a depuis été remplacé par des dispositifs à semi-conducteurs tels que la diode Gunn, qui a commencé à être disponible dans les années 1970. Le terme Rhumbatron fait référence à la conception de la cavité résonnante qui faisait partie de nombreux klystrons, en référence à la rhumba en raison du mouvement de danse des électrons.

## Concept de base du klystron

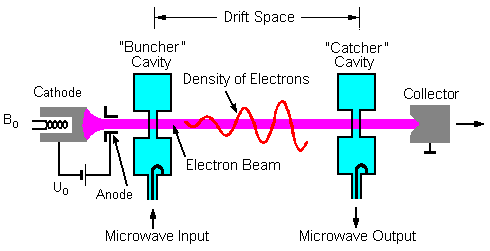
Dans un klystron à deux cavités, les électrons "se regroupent" lorsqu'ils se déplacent entre les cavités, recréant ainsi le signal d'origine (avec pour cavité d'amorçage ; pour cavité du collecteur ; pour espacement de dérive ; pour faisceau d'électrons).

Les klystrons partagent leur concept de base selon lequel la sortie micro-ondes est générée en accélérant puis en ralentissant progressivement les électrons dans un espace ouvert entouré d'une cavité résonnante. Les modèles de klystrons les plus faciles à comprendre comportent deux cavités.
La première cavité est connectée à un signal source et est conçue pour résonner à la fréquence souhaitée, en remplissant son intérieur d'un champ électrique oscillant. Les dimensions de la cavité sont fonction de la longueur d'onde. La plupart des cavités sont des cylindres plats de la forme d'une rondelle de hockey, de taille variable. Un trou est percé au milieu, au centre du "palet".
Un flux d'électrons provenant d'un canon à électrons passe par le trou, et le champ variable les fait accélérer ou décélérer en fonction de la valeur du champ qui varie rapidement au moment où ils passent. Au-delà de la cavité, les électrons accélérés rattrapent les électrons décélérés, ce qui provoque un regroupement des électrons dans le flux. Le flux recrée alors la configuration du signal d'origine dans la densité des électrons. Cette partie du tube doit être assez longue pour laisser le temps à ce processus de se dérouler.
Les électrons passent ensuite dans une deuxième cavité, similaire à la première. Lors de leur passage, les paquets provoquent l'induction d'un champ électrique variable dans la cavité, ce qui recrée le signal d'origine, mais avec un courant beaucoup plus élevé. Un point de prélèvement sur cette cavité fournit la sortie micro-ondes amplifiée.

## Oscillateur local

Le klystron reflex sépare essentiellement la conception à deux cavités en deux, en utilisant deux champs d'accélération opposés (avec pour repoussoir; pour espace de reflexion ; pour boucle d'induction ; pour cavité résonante ; pour grille d'accélération).

L'introduction du magnétron à cavité a révolutionné la conception des radars, en générant de grandes quantités d'énergie à partir d'un dispositif compact et facile à construire. Cependant, il a également nécessité plusieurs développements supplémentaires avant de pouvoir être utilisé.
Il fallait notamment un oscillateur local approprié décalé d'environ 45 MHz du signal de l'émetteur, qui alimentait la fréquence intermédiaire des circuits du récepteur. Le problème était que la fréquence du magnétron dérivait au fur et à mesure qu'il se réchauffait et se refroidissait, suffisamment pour qu'une sorte de source micro-onde accordable soit nécessaire, dont la fréquence pouvait être ajustée pour correspondre. Un deuxième magnétron ne fonctionnerait pas, ils ne dériveraient pas en synchronisation.
Le circuit de réception ne nécessitant qu'une très faible puissance de sortie, le klystron, introduit pour la première fois seulement deux ans plus tôt, était un choix naturel. On demanda à Sutton, expert réputé en conception de tubes, s'il pouvait fournir une version pouvant être accordée sur la même plage que la dérive du magnétron. Un premier modèle disponible en 1940 permettait un accord avec un certain effort. Bien qu'il fonctionne, il n'est pas adapté à un système opérationnel. Sutton et Thompson continuèrent à travailler sur le problème et proposèrent une solution en octobre 1940. Thompson l'a baptisé en l'honneur de Sutton, tandis que ce dernier l'appelait le tube de Thompson. La première appellation est restée.
Leur avancée consistait à utiliser un seul résonateur et un arrangement physique astucieux pour obtenir le même effet que deux cavités. Il y est parvenu en plaçant une deuxième électrode à l'extrémité du tube, le "réflecteur" ou "repousseur", qui a fait tourner les électrons et a commencé à revenir vers le canon, comme dans le tube de Barkhausen-Kurz. En modifiant la tension du réflecteur par rapport au canon, la vitesse des électrons lorsqu'ils atteignent la cavité la deuxième fois peut être ajustée, dans certaines limites. La fréquence était fonction de la vitesse des électrons, fournissant la fonction d'accord.
Cette modification a effectivement plié le klystron en deux, l'essentiel de l'" action " se situant au centre du tube, là où se trouvaient l'entrée et la sortie de la cavité unique. En outre, seul l'intérieur de la cavité se trouvait à l'intérieur du tube, la surface extérieure se présentant sous la forme d'une coque métallique enroulée autour du tube. Des modifications plus importantes de la fréquence pouvaient être apportées en remplaçant la coque extérieure, ce qui constituait également un emplacement pratique pour le montage.
Malheureusement, le système nécessitait deux alimentations à haute tension, l'une pour l'accélération initiale dans le canon et l'autre entre le canon et le réflecteur. Et, en raison de son fonctionnement, le système était généralement limité à une puissance de l'ordre du milliwatt[citation nécessaire].

## Tube de Sutton souple

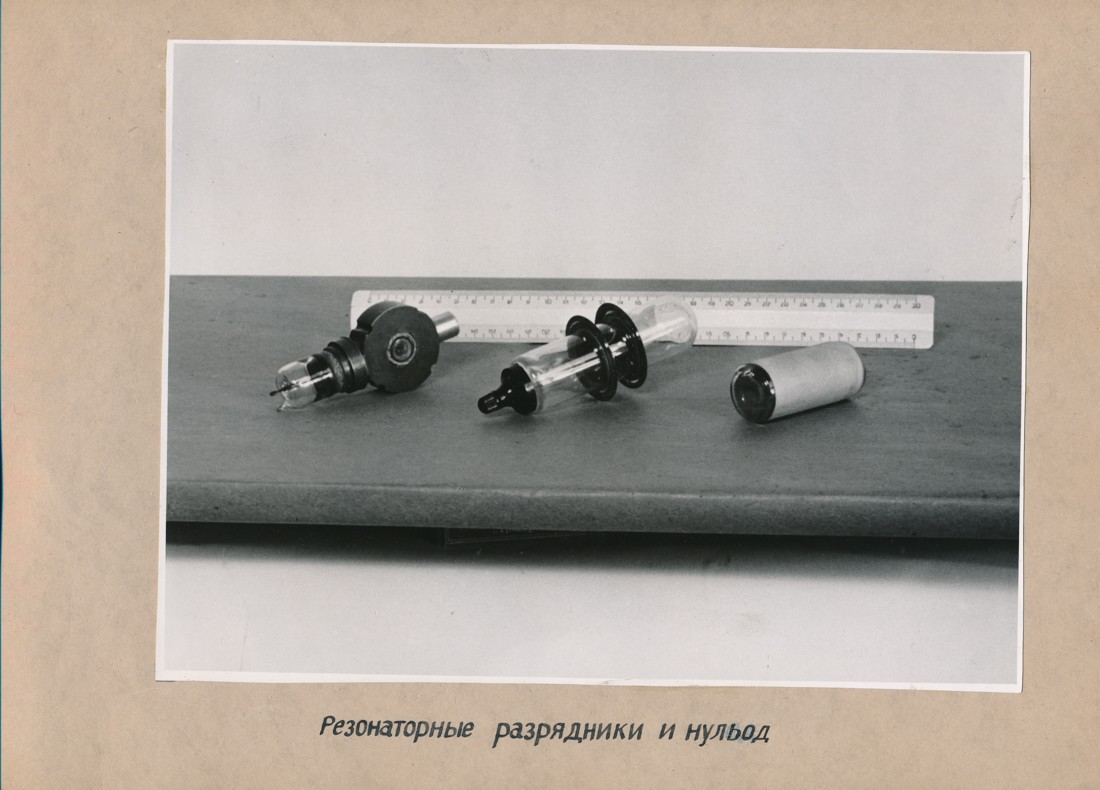
Répliques de tubes de commutation T/R alliés (à gauche) et allemands de la Seconde Guerre mondiale.

L'un des avantages de l'utilisation des micro-ondes pour les radars est que la taille d'une antenne est basée sur la longueur d'onde du signal, et que les longueurs d'onde plus courtes nécessitent donc des antennes beaucoup plus petites. Cette caractéristique était d'une importance vitale pour les systèmes radar aéroportés. Les avions allemands, qui utilisaient des longueurs d'onde plus importantes, nécessitaient d'énormes antennes qui ralentissaient l'avion entre 25 et 50 km/h en raison de la traînée. Les micro-ondes nécessitaient des antennes de seulement quelques centimètres de long, et pouvaient facilement s'insérer dans le nez de l'avion.
Cet avantage est contrebalancé par l'absence d'un système de commutation permettant à une seule antenne d'agir à la fois comme émetteur et comme récepteur. Ce n'est pas toujours un problème majeur ; le système Chain Home se contentait de deux jeux d'antennes, tout comme les premiers radars aéroportés tels que le AI Mk. IV. En 1940, Bernard Lovell a développé une solution pour le radar à micro-ondes en plaçant deux jeux de dipôles devant un réflecteur parabolique commun et en plaçant un disque de feuille métallique entre eux. Cependant, cette solution n'était pas très efficace, et les diodes à cristal utilisées comme détecteurs grillaient fréquemment lorsque le signal traversait ou contournait le disque. Une solution utilisant deux tubes à éclateur a également été utilisée, mais n'était pas idéale.
Une meilleure solution fut suggérée par Arthur H. Cooke du Clarendon Laboratory, et le développement de la production fut repris par H.W.B. Skinner avec A.G. Ward et A.T. Starr au Telecommunications Research Establishment. Ils ont pris un tube de Sutton et ont déconnecté le canon à électrons et le réflecteur, ne laissant que la cavité. Celle-ci fut remplie d'un gaz dilué, initialement d'hélium ou d'hydrogène, , puis d'une infime quantité de vapeur d'eau et d'argon.
Lorsque le signal de transmission était visible sur l'entrée, le gaz s'ionisait rapidement (aidé par une bobine chauffante ou du radium). Les électrons libres dans le plasma constituaient une source d'impédance presque parfaite, empêchant le signal de circuler jusqu'à la sortie. Dès que la transmission s'arrête, le gaz se désionise et l'impédance disparaît très rapidement. Les minuscules échos provoqués par les réflexions sur la cible, arrivant quelques microsecondes plus tard, étaient bien trop petits pour provoquer l'ionisation et permettaient au signal d'atteindre la sortie.
Le tube Sutton souple utilisable arriva en mars 1941 et fut mis en production sous le nom de CV43. Il fut d'abord utilisé dans le cadre du radar AI Mk. VII (en), le premier radar à micro-ondes de production pour les avions. Le système a été largement utilisé à partir de ce moment, apparaissant dans presque tous les radars à micro-ondes aéroportés, y compris le radar H2S et le radar ASV Mark III (en).
Les services de renseignement d'après-guerre ont révélé que les Allemands ne comprenaient pas l'utilité du tube Sutton souple. Plusieurs exemplaires sont tombés entre leurs mains, notamment dans le Rotterdam Gerät, un H2S qui a été capturé dans une forme assez complète en février 1943. Des entretiens avec des ingénieurs radar allemands après la guerre ont montré qu'ils ne comprenaient pas l'utilité du tube non alimenté.
Le tube Sutton souple était utilisé dans un circuit connu sous le nom de « commutateur T/R » (ou de nombreuses variations sur ce thème). D'autres tubes à étincelles avaient été utilisés à cette fin, dans un circuit connu sous le nom de Branch-Duplexer. Il s'agissait de deux courtes longueurs de guide d'ondes d'environ 1/4 de longueur d'onde, qui s'allumaient toutes les deux à l'arrivée du signal. En raison de la géométrie de la disposition, les deux chemins résultaient en une réflexion du signal. Les tubes de Sutton étaient utilisés dans une conception plus simple connue sous le nom de "circuit à dérivation shunt", qui avait la forme d'un T avec l'émetteur et l'antenne situés à chaque extrémité de la partie horizontale du T, et le récepteur à l'extrémité de la partie verticale. En plaçant le tube de Sutton au bon endroit le long du guide d'ondes vers le récepteur, le même effet que le duplexeur à dérivation pouvait être obtenu,.

### Pour aller plus loin
- "The rhumbatron wave-guide switch" Journal of the Institution of Electrical Engineers - Part IIIA: Radiolocation, Volume 93 Issue 4 (1946), pp. 700–702
- A.L. Samuel, J.W. Clark and W.W. Mumford, "The Gas-Discharge Transmit-Receive Switch", Bell System Technical Journal, 1946, pp. 48–101.